# 水木れいじ
水木 れいじ（みずき れいじ、本名：葛原直樹、1950年11月25日 - ）は、岡山県岡山市出身の作詞家。血液型AB型。

## 略歴
- 岡山大学教育学部附属幼稚園、岡山大学教育学部附属小学校・中学校、金光学園高等学校、京都産業大学経済学部卒業[1]。
- 1974年、小川知子のアルバム『お気に召すまま～ノスタルジア知子』の『慕情』で作詞家デビュー（本名の葛原直樹名義）。
- 1978年、古賀栄子の『逢いたさ指数』で初めてシングルA面作品を手がける。
- 1981年、浜圭介から「水木れいじ」と命名される。
- 1994年～1997年、NHK「BS勝ち抜き歌謡選手権」の審査員を務める。
- 1999年～2001年、日本テレビ「ルックルックこんにちは」『ドキュメント女ののど自慢』の審査員を務める。
- 2009年、氷川きよしの『ときめきのルンバ』で第42回日本作詩大賞を受賞する[2]。
- 2010年、天童よしみの『人生みちづれ』で2年連続となる第43回日本作詩大賞を受賞する[3]。

## 作詞楽曲
- 逢川まさき「港たずねびと」
- 天草二郎「天草かたぎ」
- 石原詢子「恋岬」「夕霧海峡」「しあわせの花」
- 石原裕次郎「霧の波止場町」
- 五木ひろし「百日草」「萩の花郷（さと）」「高瀬舟」「旅路」「おしろい花」
- 岩出和也「君恋酒」
- 岩本公水「矢車の花」
- 大月みやこ「花宴」「恋文の宿」「終着駅にて」「涙かさねて」
- 鏡五郎「おしどり人生」（岡ゆう子、平和勝次、三ツ橋けんじ、山川えいじと競作）
- 川中美幸「木曽川しぐれ」
- 北川大介「旅の居酒屋」「波止場酒」
- 香田晋「うそつき」
- 琴風豪規「故郷ごころ」「春の音」
- 小林旭「アキラのもったいない音頭」
- さくらまや「大漁まつり」「ノラ猫三度笠」
- さこみちよ「りばいばる大阪」
- 笹みどり「深川なさけ」
- 紫艶「渋谷のネコ」
- 島津悦子「めおと歴」
- 神野美伽「若狭の女」
- 瀬川瑛子「おしどり酒」
- 高倉一朗「さよならのかけらを集めて」
- 田川寿美「しゃくなげの花」
- 竹川美子「雪の十日町」
- 天童よしみ「北海めおと節」「夫婦あかり」「人生みちづれ」「ソーラン祭り節」
- 鳥羽一郎「男酒」「旅枕」
- 中条きよし「ブラックジャック」「あの日の嘘のつぐないに」「ダンチョネ子守唄」
- 長保有紀「しのび川」「俄か雨」「惚の字傘」「ひとり宿」
- 西方裕之「海峡列車」「雪夜酒」
- 西方裕之・永井裕子「渡し舟」
- 野口五郎「ふるえて眠れ」「舞」
- 野中さおり「備前だより」
- 原大輔「恋暮色」
- 原田ゆかり「さだめ花」
- 日野美歌「待ちわびて」
- 氷川きよし「ときめきのルンバ」「虹色のバイヨン」「最後と決めた女だから」
- 真咲よう子「ホロホロ桟橋」
- 松川未樹「おんな浜唄」
- 松尾雄史「北斗岬」
- 真帆香ゆり「海峡わかれ雨」
- 美川憲一「永遠にバラの時を」「映画（シネマ）のように」「時という名の岸辺で」「納沙布みれん」「神威岬」
- 水田竜子「紅花の宿」「風の宿」「余市の女」
- 水森かおり「北夜行」「よりそい花」「黄昏のタンタラス」
- 森サカエ「北窓」
- 山川豊「酒ごころ」
- 山崎アキラ「アローン・イン・ザ・ナイト」（葛原直樹名義）
- 山本譲二「望郷しぐれ」
- 山本みゆき「たからもの」
- 横浜市立並木第二小学校校歌（2006年3月閉校）